# 拉尔斯·特恩
拉尔斯·特恩（瑞典語：Lars Thörn，1904年9月26日—1990年10月9日），瑞典男子帆船运动员。他曾代表瑞典参加1956年和1964年夏季奥林匹克运动会帆船比赛，共获得一枚金牌和一枚银牌。